# Kettősburkú pókhálósgomba
A kettősburkú pókhálósgomba (Cortinarius bivelus) a pókhálósgombafélék családjába tartozó, Európában és Észak-Amerikában honos, bükkösökben élő, nem ehető gombafaj. 

## Megjelenése
A kettősburkú pókhálósgomba kalapja 3-10 cm széles, fiatalon félgömb alakú, majd domború vagy harangszerű. Felszíne a szélén finoman benőtten szálas. Széle sokáig begöngyölt. Színe vörösbarna, okkerbarna, rozsdabarna, szárazon szürkésbézsre kifakul (higrofán), idősen feketésen foltos lehet. 
Húsa kemény, színe szürkésfehér vagy szürkésbarna. Szaga nem jellegzetes vagy kissé retekszerű, íze édeskés.  
Közepesen sűrű lemezei tönkhöz nőttek. Színük világosbarna, bézses-vöröses, idősen sötét rozsdabarna. 
Tönkje 6-10 cm magas és 1-2 cm vastag. Töve a tövénél bunkós vagy gumósan megvastagodott. Színe piszkosfehér vagy világosbarna. A lemezeket védő fehér, pókhálószerű, jól fejlett vélum gallérzónát hagyhat maga után. 
Spórapora rozsdabarna. Spórája ellipszis alakú, közepesen szemölcsös, mérete 7,5-9,5 x 5-5,5 µm.

### Hasonló fajok
A rozsdabarna pókhálósgomba vagy a fahéjvörös pókhálósgomba hasonlít hozzá. 

## Elterjedése és termőhelye
Európában és Észak-Amerikában honos. 
Lombos erdőkben (leginkább bükkösökben) vagy fenyvesekben él, inkább a savanyú, homokos, tápanyagszegény talajt részesíti előnyben. Szeptember-októberben terem. 

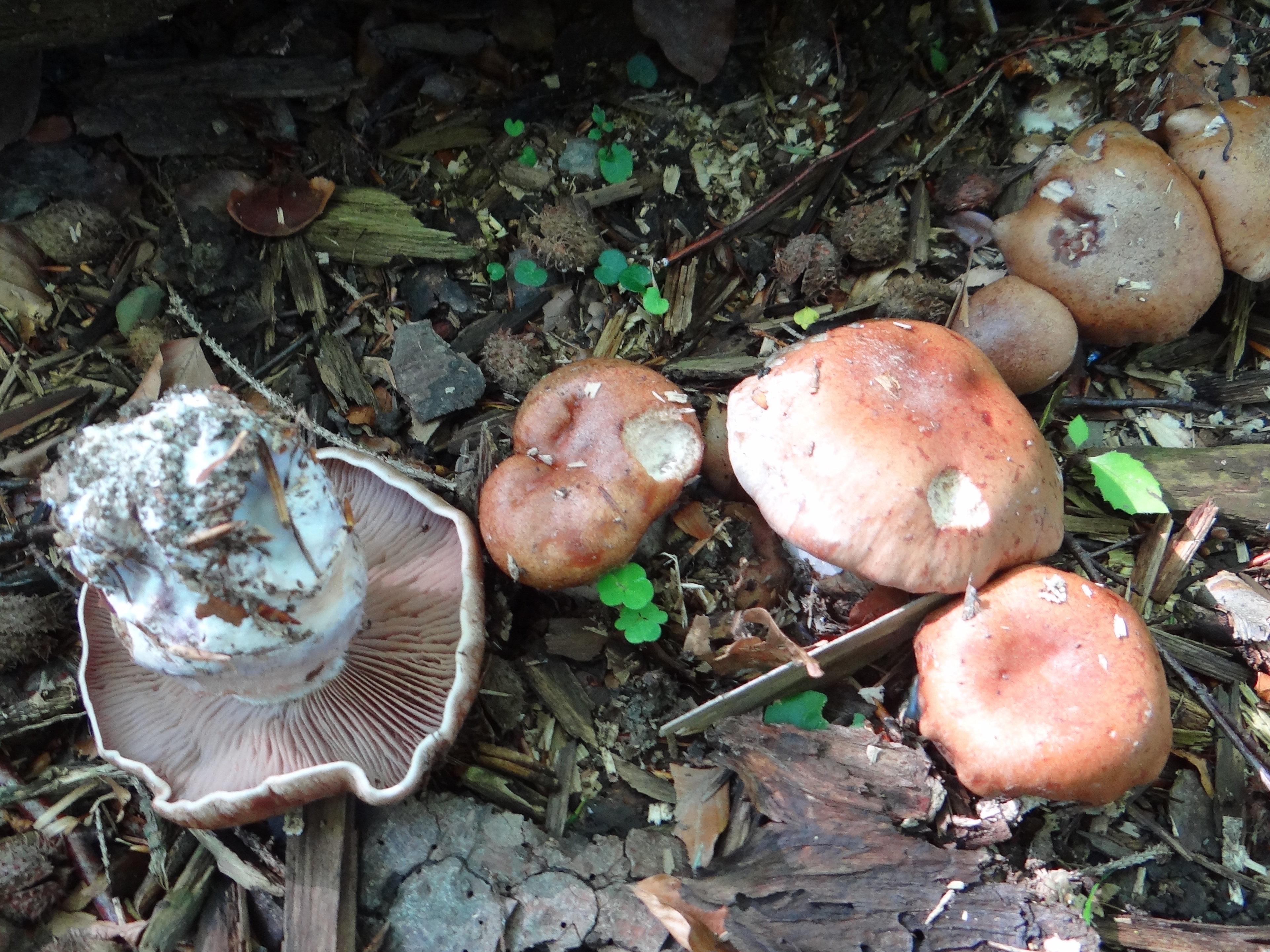
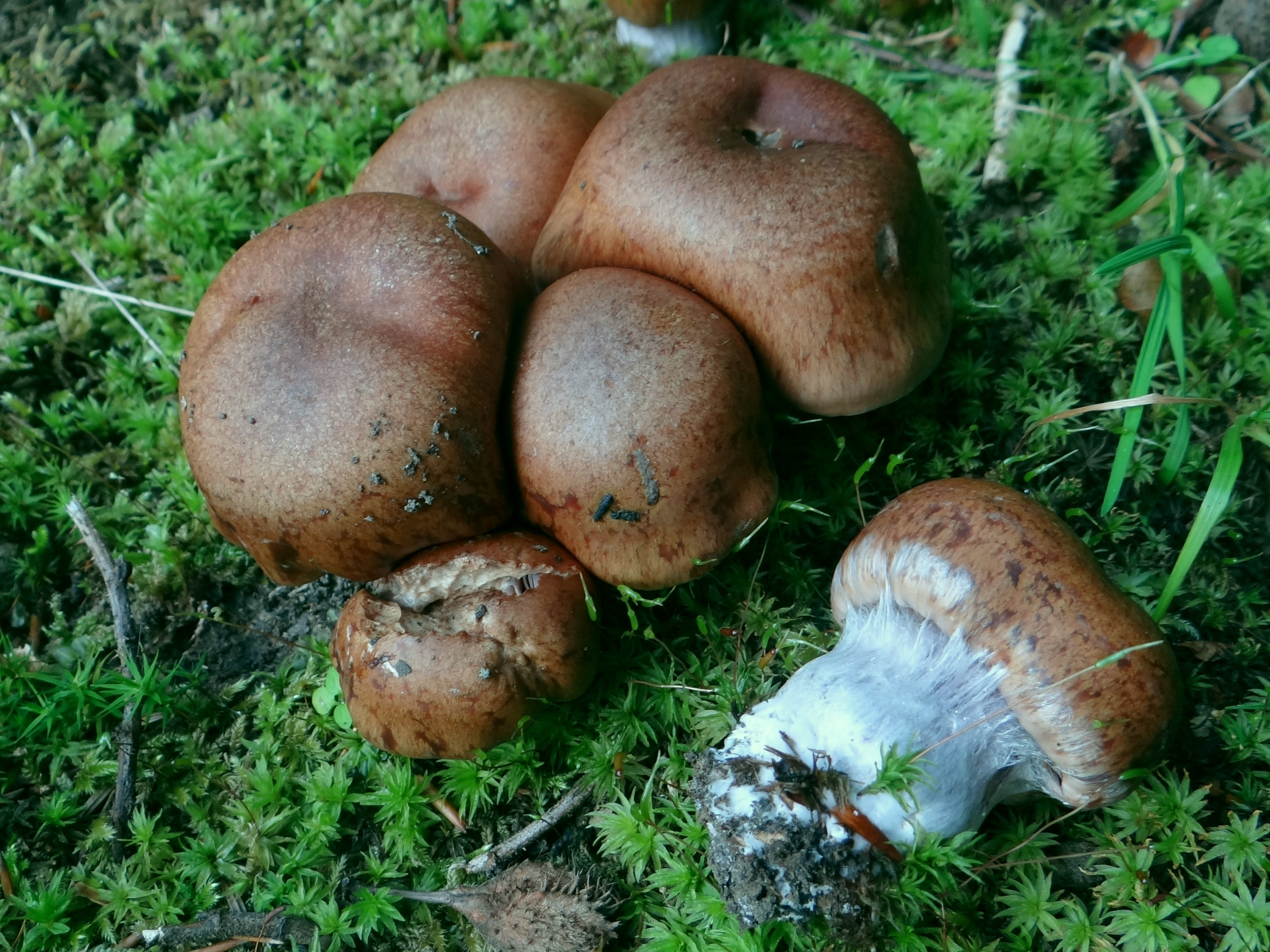
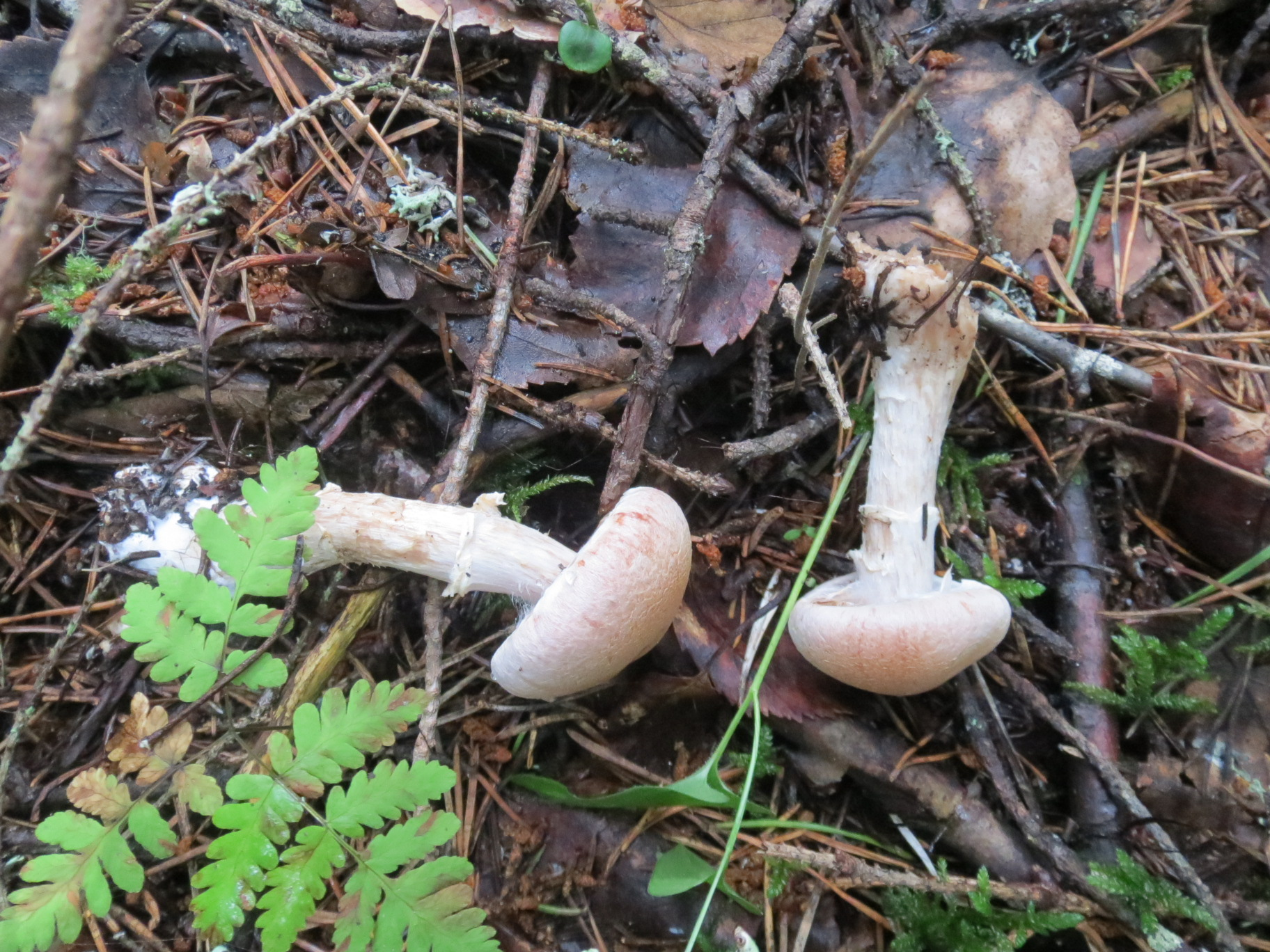
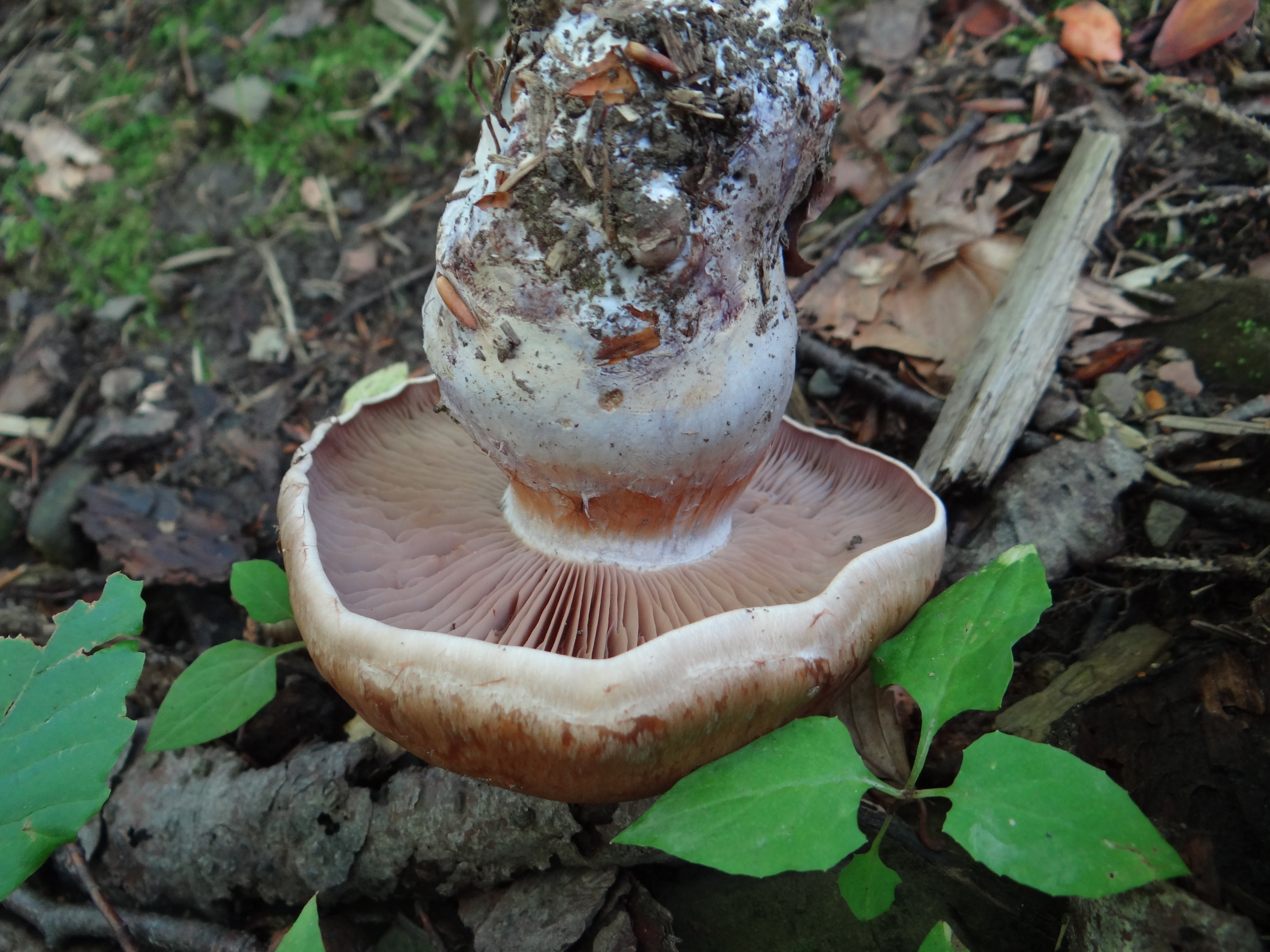

Nem ehető. 